# Gebbione
Il Gebbione (U Gebbiuni in dialetto reggino) è un quartiere di Reggio Calabria. È il secondo quartiere più popolato e ricco della città e terzo in tutta la Calabria. Con Rione Ferrovieri e Stadio costituisce la V circoscrizione comunale.

## Descrizione
Gebbione si articola partendo dalla Via Gebbione, che va dall'incrocio con le Sbarre Centrali al viale Aldo Moro (già viale Quinto), considerato una delle arterie commerciali della città, per la massiccia presenza di attività commerciali dall'aspetto decisamente moderno.
All'incrocio di queste due strade si apre la piazza dei Maestri del Lavoro (in precedenza Piazzale Omeca), da dove si origina un bivio tra la via della stazione ferroviaria Reggio Calabria OMECA e le Officine Meccaniche Calabresi (O.ME.CA.), uno dei più importanti stabilimenti industriali della Calabria.
Da qui inizia la via Padova su cui sorgono, oltre alle officine OMeCa (oggi officine della Hitachi Rail), altre fabbriche e cantieri della zona industriale, una caserma dei Vigili del Fuoco, alcuni centri commerciali, una filiale dell'Azienda Sanitaria Locale e un mercatino dell'usato.
Più giù, nei pressi della fiumara Sant'Agata, adiacente all'Aeroporto dello Stretto sorge il Centro Sportivo Sant'Agata appunto, sede degli allenamenti della Reggina. Sul litorale del Gebbione vi sono numerose spiagge balneabili, tra cui a nord le cosiddette "Rocce Bianche", nei pressi della stazione OMECA la "Capannina" e a sud la "Sorgente".

## Il toponimo
La parola Gebbione sarebbe un accrescitivo maschile del termine dialettale d'origine araba "gebbia" che deriva da "djeb", cioè "cisterna per la raccolta delle acque". Probabilmente in tale località esisteva (e forse esiste ancora) un grande "cisternone" destinato all'irrigazione agricola. Fino agli anni '80 vi erano numerosi giardini e campi agricoli che negli anni '90 sono stati edificati cambiando la fisionomia del quartiere.
La zona è stata il primo punto abitato di Reggio, e di conseguenza uno dei primi lembi della penisola a chiamarsi Italia.